# Three Lakes (hrabstwo Oneida)
Three Lakes – jednostka osadnicza w Stanach Zjednoczonych, w stanie Wisconsin, w hrabstwie Oneida.

## Historia
Poczta o nazwie Three Lakes działa od 1885.